# Chibchanomys
Chibchanomys är ett släkte i familjen hamsterartade gnagare med två arter som förekommer i Anderna i Sydamerika.
Arter enligt Wilson & Reeder (2005) och IUCN:
- Chibchanomys orcesi lever i södra Ecuador i nationalparken El Cajas och i angränsande regioner.
- Chibchanomys trichotis förekommer i Colombias norra del och angränsande områden av Venezuela.

## Beskrivning
Utseende och levnadssätt är främst känt för Chibchanomys trichotis. Den når en kroppslängd (huvud och bål) av cirka 12 cm och svansen är något längre. Pälsen har på ryggen en svartgrå färg och undersidan är något ljusare. Arten liknar Anotomys leander men den saknar bland annat en muskel för att sluta öronens öppningar.
Chibchanomys vistas vid och i små vattendrag i Anderna. De lever mellan 2500 och 3700 meter över havet. Födan utgörs av små vattenlevande djur, däribland mindre fiskar. En upphittad hona var dräktig med en unge.

## Status
Båda arter är sällsynt och de listas av IUCN med kunskapsbrist (DD).